# Político

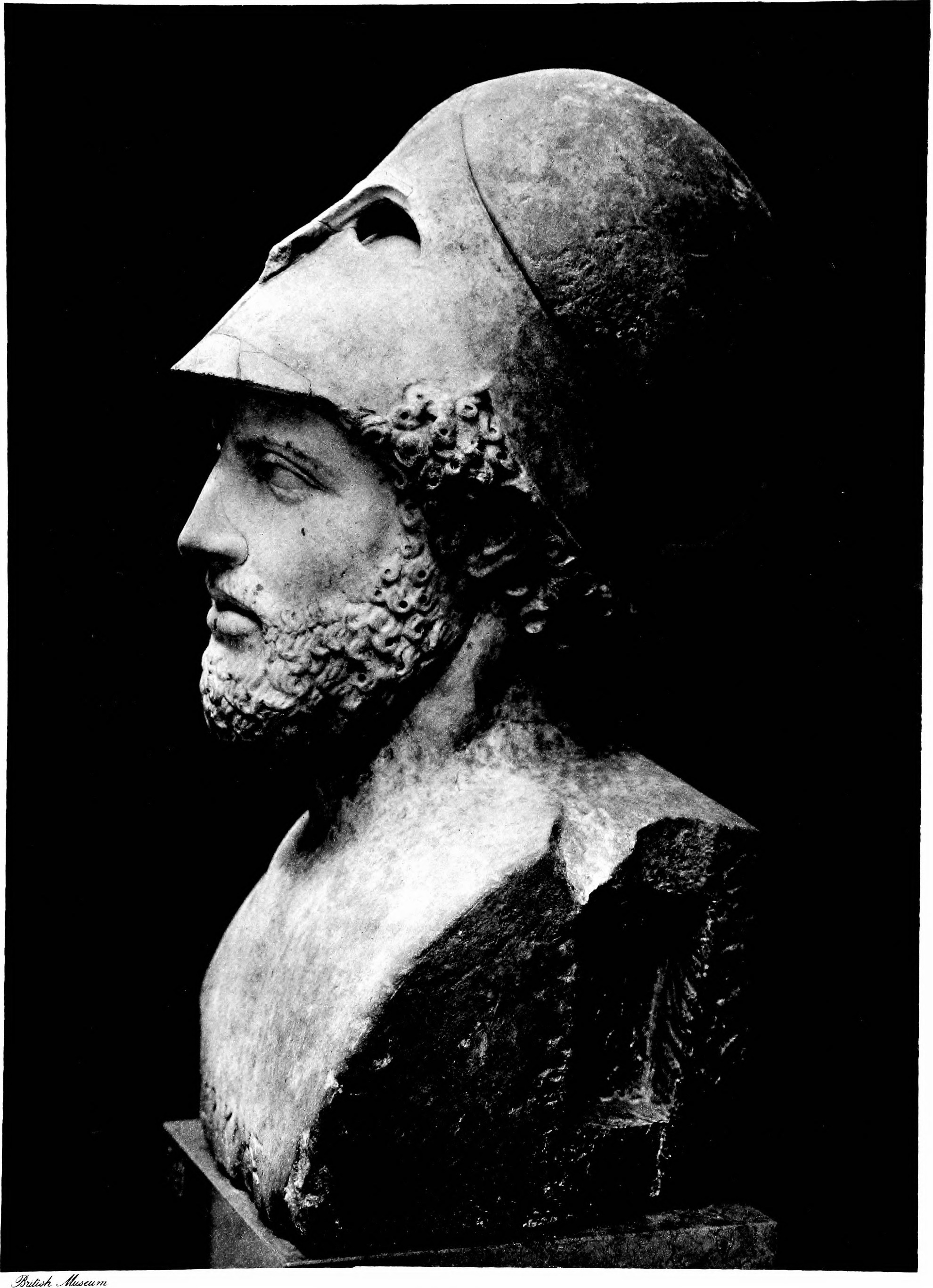
Péricles, um dos políticos mais célebres e influentes da antiguidade, governou a pólis de Atenas na Grécia antiga durante o século V a.C.

Um político (do grego transliterado politikós) ou estadista é quem se ocupa da política. Segundo Sócrates, é um homem público que lida com a chamada "coisa pública". Segundo Platão, é filiado a um partido ou "ideologia filosófica de conduta". Se incorporado a um Estado pela vontade do povo, pode ser formalmente reconhecido como membro ativo de um governo. É uma pessoa que influencia a maneira como a sociedade é governada. Essa definição inclui pessoas que estão em cargos de decisão no governo e pessoas que almejam a esses cargos tanto por eleição quanto por indicação. 

## Conceito
É o indivíduo pertencente a um partido, que preocupa-se em obter aceitação da população para ascender a uma determinada posição. Participa ativamente de política partidária. Tem o poder de formar opinião pública. Num Estado, são os membros dos poderes executivo e legislativo, do governo federal, dos governos estaduais e municipais. Também pode-se considerar político alguém que manipule e influencie a opinião de um determinado grupo em favor de uma ideia. Também se pode considerar alguém que não sabendo fazer mais nada, se serve dos poderes que a política lhes dá e consequentemente o mando para "se governar".
Quem não é considerado político:
- Membros do governo que sirvam meramente para trabalhos burocráticos, como assessores e consultores técnicos;
- Membros concursados chamados de funcionários públicos, sejam eles do poder executivo, do poder legislativo, do poder judiciário ou militares, não são, geralmente, considerados políticos, embora estejam envolvidos nos processos de decisão do governo;
- Cidadãos comuns com poder de voto não são exatamente considerados políticos, embora possam ser formadores de opinião pública.

### Cargos políticos
Alguns cargos políticos são:
- Congressista;
- Deputado;
- Governador;
- Ministro;
- Parlamentar;
- Prefeito;
- Presidente;
- Primeiro-ministro;
- Senador;
- Vereador.

Um indivíduo candidato à eleição para qualquer um desses cargos é, geralmente, definido como político.

## Críticas
Apesar de a política ter historicamente sido considerada uma profissão honrada, muitas pessoas hoje, mesmo em países democráticos, têm uma opinião negativa a respeito dos políticos como classe. Eles são vistos, às vezes, como pessoas inescrupulosas, cujas promessas não são verdadeiras. Também são, ocasionalmente, acusados de desvios de verba para o seu próprio interesse e não para o interesse do povo, bem como de desvios de caráter. De fato, casos de corrupção política não são raros.

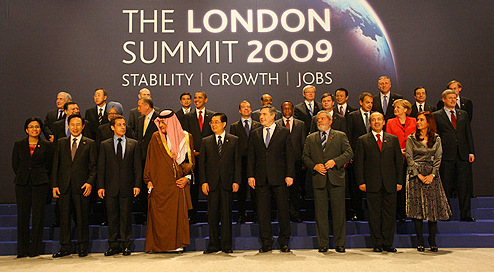
Encontro de líderes políticos do Grupo dos 20

Em muitos países, a classe política é composta de pessoas ricas, ou de indivíduos que dependem da classe mais rica da sociedade para se eleger. Esse fato não se restringe a um partido político, sistema de governo ou país específico; é, ao contrário, um fenômeno altamente difundido na política da maioria dos países democráticos que, por muitos, é considerado um problema ou entrave.

Uma outra crítica aos políticos é em relação àqueles chamados "políticos profissionais", políticos que exercem diversos mandatos e que dependem do seu salário como políticos para sobreviver (eles poderiam tomar decisões visando unicamente à manutenção de seus mandatos, e não visando ao bem-estar da população, como seria de se esperar num político).

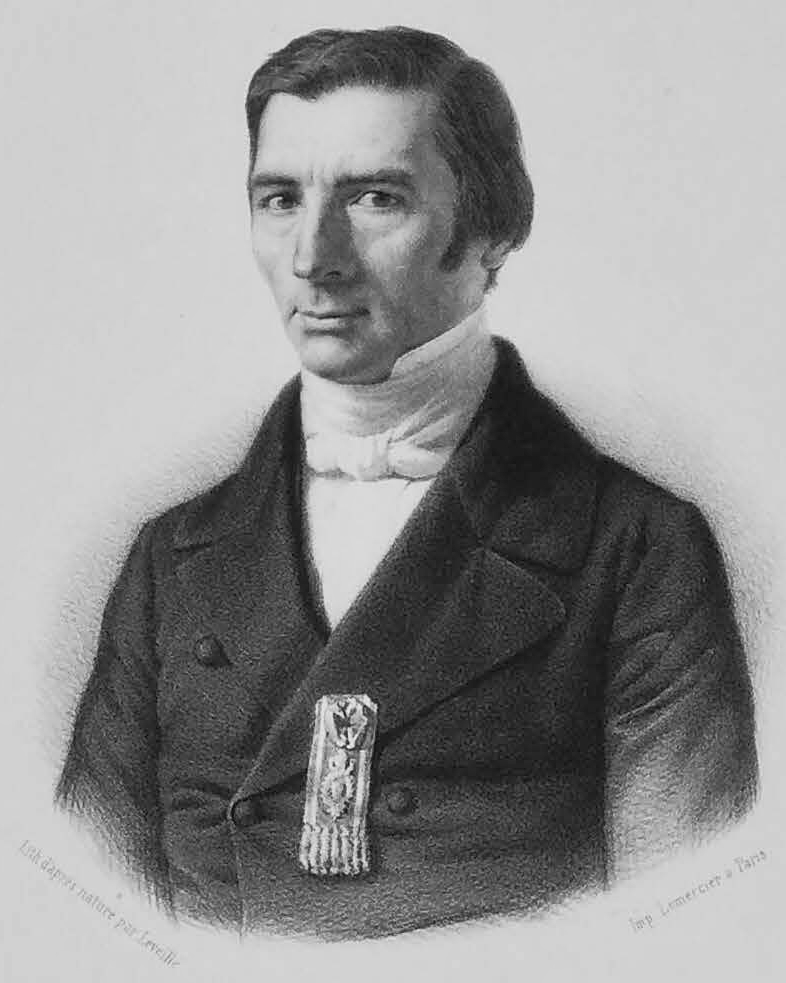
Frédéric Bastiat (1801-1850), político francês

Outra frequente crítica aos políticos, e à política em geral, é a incapacidade de muitos políticos em entender conceitos básicos da economia. Muitos cargos políticos não têm pré-requisitos de formação educacional, e muitos políticos têm pouca ou nenhuma formação na área de administração. Mesmo assim, os políticos têm responsabilidades em áreas de gestão e de tomada de decisão que exigem conhecimentos em economia, finanças e administração pública.
Muitas vezes, eles são vistos como ladrões do dinheiro público, pois praticam nepotismo, desvio de verba, quebra de decoro parlamentar, superfaturamento de obras e licitações fraudulentas.